# Landenbeck

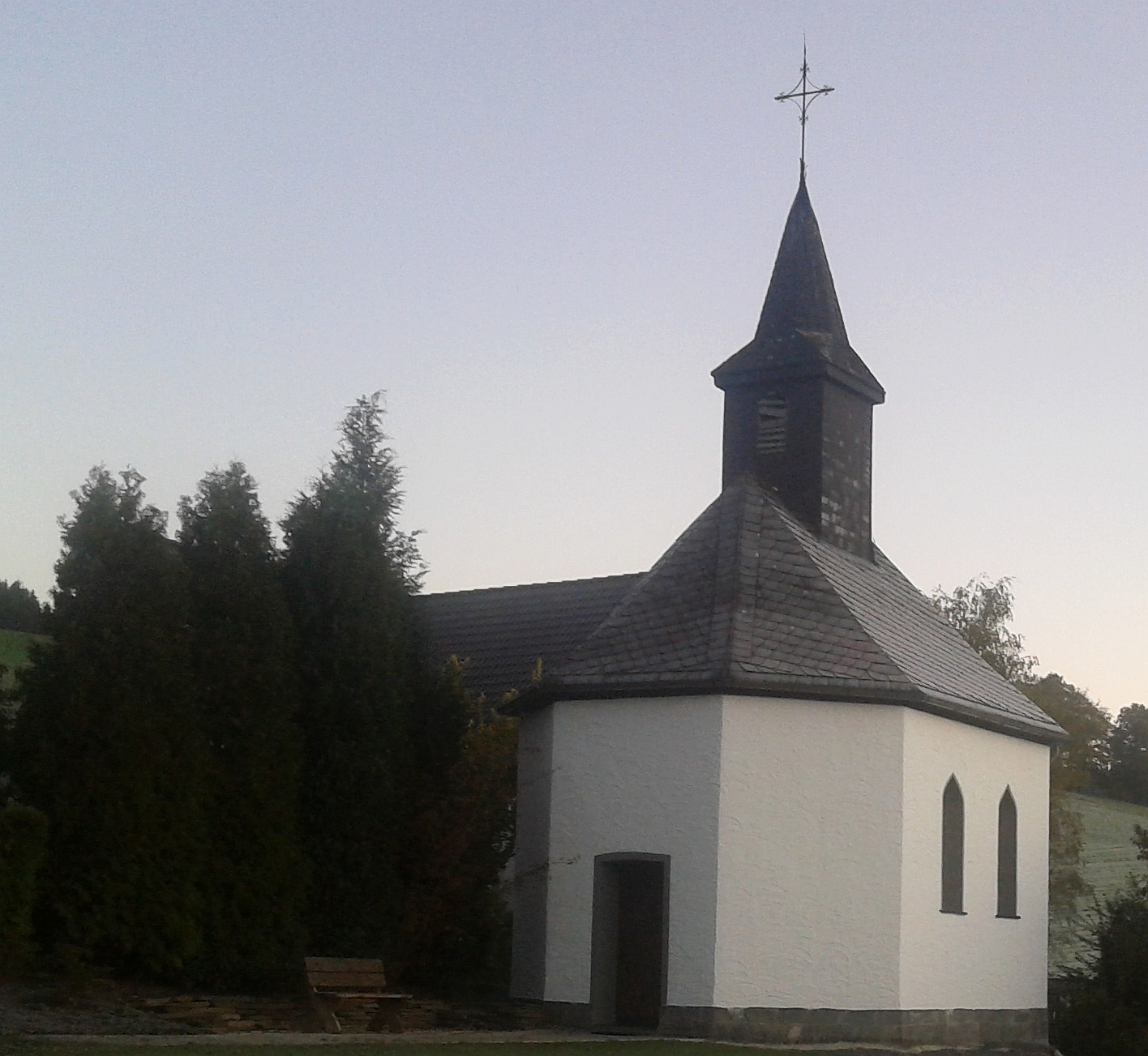
Kapelle St. Barbara

Landenbeck ist ein Ortsteil von Eslohe (Sauerland) im nordrhein-westfälischen Hochsauerlandkreis.
Der Ortsteil liegt im Osten der Gemeinde Eslohe rund drei Kilometer östlich von Reiste.  Landenbeck grenzt an die Ortschaften Kirchilpe, Niederhenneborn, Herhagen, Sögtrop und Reiste. Durch den Ort fließt die Henne. 
Frühe Anhaltspunkte über die Größe ergeben sich aus einem Schatzungsregister (diente der Erhebung von Steuern) für das Jahr 1543. Demnach gab es in „Langenbecke“ 5 Schatzungspflichtige (Hanß Schulte, Jorgen Broeder, Thonis zu Langenbecke, Euerdt sambt seinen Sohn Jost und der Dorpscheiper); diese Zahl dürfte mit den damals vorhandenen Höfen bzw. Häusern übereingestimmt haben.
Mitte 2023 hatte Landenbeck 23 Einwohner. Die Ortschaft an der L 914 gehörte bis Ende 1974 zur Gemeinde Reiste im Amt Eslohe. Seit dem 1. Januar 1975 ist Landenbeck ein Ortsteil der erweiterten Gemeinde Eslohe. Hier steht die St. Barbara-Kapelle aus dem Jahr 1884.